# Harmoniskt medelvärde
Harmoniskt medelvärde är ett av de tre Pythagoreiska medelvärdena och används främst för att beskriva tillväxtfenomen. 

## Definition

### Diskret fördelning
Det harmoniska medelvärdet H av de positiva reella talen x1, x2, ..., xn är definierad som det inverterade värdet av det aritmetiska medelvärdet av reciprokerna till x1, x2, ..., xn:
{\displaystyle H=\left({\frac {1}{n}}\cdot \sum _{i=1}^{n}x_{i}^{-1}\right)^{-1}={\frac {1}{{\frac {1}{n}}\cdot \left({\frac {1}{x_{1}}}+{\frac {1}{x_{2}}}+\cdots +{\frac {1}{x_{n}}}\right)}}={\frac {n}{{\frac {1}{x_{1}}}+{\frac {1}{x_{2}}}+\cdots +{\frac {1}{x_{n}}}}}.}

#### Exempel
Det harmoniska medelvärdet av 1, 2, och 4 är
{\displaystyle {\frac {3}{{\frac {1}{1}}+{\frac {1}{2}}+{\frac {1}{4}}}}={\frac {1}{{\frac {1}{3}}({\frac {1}{1}}+{\frac {1}{2}}+{\frac {1}{4}})}}={\frac {12}{7}}=1.{\overline {714285}}}

### Kontinuerlig fördelning
För en kontinuerlig fördelning är det harmoniska medelvärdet
{\displaystyle H={\cfrac {1}{\int {\cfrac {1}{x}}f(x)\,dx}}}

### Viktat harmoniskt medelvärde
Om en mängd av vikter {\displaystyle w_{1},\dotsc ,w_{n}} är associerad med en datamängd {\displaystyle x_{1},\dotsc ,x_{n}}, definieras det viktade harmoniska medelvärdet som
{\displaystyle {\cfrac {\sum _{i=1}^{n}w_{i}}{\sum _{i=1}^{n}{\cfrac {w_{i}}{x_{i}}}}}}
Det harmoniska medelvärdet kan ses som ett specialfall med vikterna = 1.

## Tillämpningar
Harmoniskt medelvärde används inom andra vetenskaper som till exempel elektrofysik och geologi. Inom geologin används harmoniskt medelvärde för bestämning av vattengenomsläppigheten i olika jordarter.

## Exempel
Antag att en person färdas sträckorna s1,..., sn med hastigheterna v1,..., vn. Genomsnittshastigheten v för hela resan ges av det viktade harmoniska medelvärdet
{\displaystyle v=\sum _{i=1}^{n}{s_{i}}\left[\sum _{i=1}^{n}{s_{i}v_{i}^{-1}}\right]^{-1}}
Medelhastigheten för en bil som kör en 120 km lång sträcka fram och tillbaka mellan hemmet och sommarstugan, först med hastigheten 60 km/h till sommarstugan och sedan tillbaka med hastigheten 120 km/h, är lika med det harmoniska medelvärdet 80 km/h, inte det aritmetiska medelvärdet som är 90 km/h. 
Anledningen är att det tar två timmar att köra 120 km med hastigheten 60 km/h och att köra samma sträcka med hastigheten 120 km/h tar en timma. Totalt har bilen kört 240 km under 3 timmar och om vi delar 240 km med 3 timmar blir detta 80 km/h, vilket är lika med det harmoniska medelvärdet:
{\displaystyle v={2 \over {{1 \over 60}+{1 \over 120}}}=80}

## Jämförelse med andra medelvärden

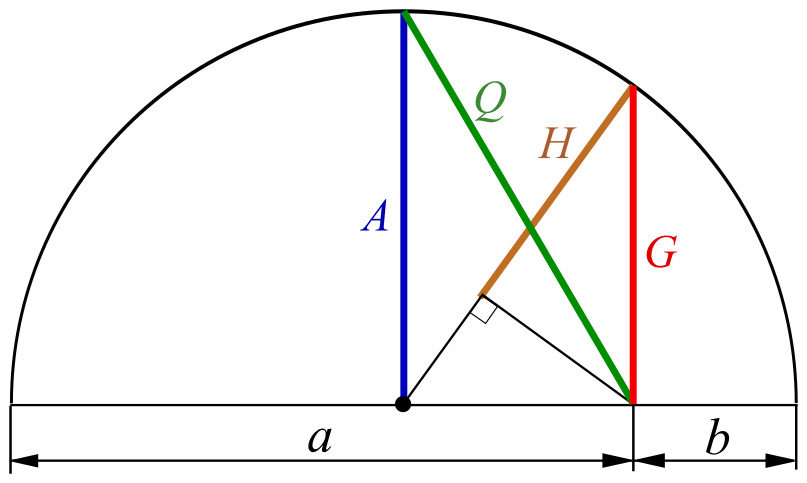
Geometrisk jämförelse av medelvärden

Medelvärden av två tal, a och b, kan konstrueras geometriskt med hjälp av en halvcirkel med diametern a + b.
A: Aritmetiska medelvärdet
Q: Kvadratiska medelvärdet
H: Harmoniska medelvärdet
G: Geometriska medelvärdet
Det framgår att
{\displaystyle {\bar {a}}_{Q}\geq {\bar {a}}_{A}\geq {\bar {a}}_{G}\geq {\bar {a}}_{H}}
Denna ordning gäller även för ett godtyckligt antal tal.